# Levator scapulae

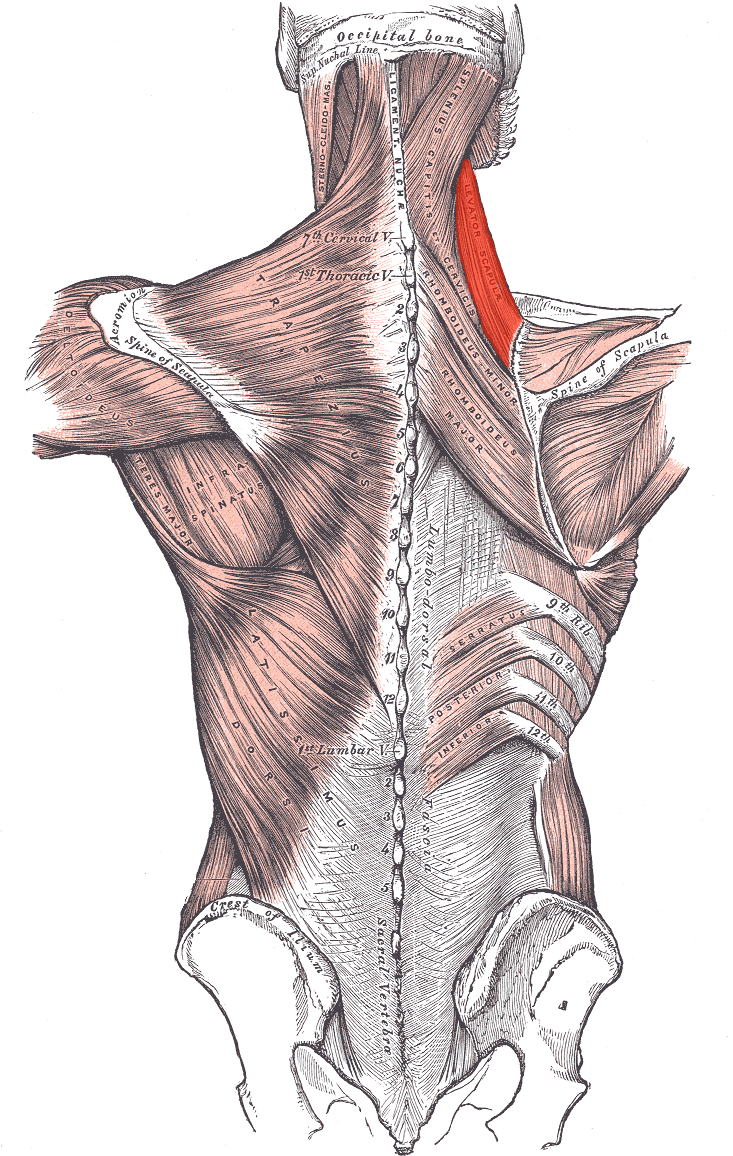
Övre extremiteternas ryggmuskler sedda bakifrån (dorsalt). Levator scapulae syns uppe till höger mellan ryggraden och skulderbladet.

Levator scapulae (latin: musculus levator scapulae) är en skelettmuskel på nacken baksida som ingår i den övre extremitetens muskulatur.
Levator scapulae har sitt ursprung i ryggradens kotor 1–4 (Processus transversus vertebrae (tuberculum posterius) C I - C IV). Muskelns fäste finns längs med övre delen av skulderbladets mediala kant (margo medialis scapulae, pars superior) och övre vinkel (angulus superior scapulae).
Levator scapulaes funktion är att lyfta skulderbladet vilket gör att skulderbladets ledpanna, fossa glenoidalis, vrids nedåt vid adduktion och extension av överarmsbenet (humerus).
Muskeln gör även
- Inåtrotation av scapulae
- Adduktion av scapulae
- Lateralflexion av cervikalryggen
- Ipsilateral rotation av cervikalryggen
Levator scapulae innerveras framförallt av direkta grenar från C-IV & C-V